# Björlanda kyrka
Björlanda kyrka är en kyrkobyggnad belägen i stadsdelen Björlanda, nordvästra Hisingen, Göteborg. Sedan 2010 tillhör den Torslanda-Björlanda församling (tidigare Björlanda församling) i Göteborgs stift.

## Historia
Kyrkan äldsta delar härstammar troligen från 1200-talets mitt. Den gränsar till järnåldersgravfält, vilket visar på mer än tusenårig boplatstradition.

## Kyrkobyggnaden
Den tornlösa kyrkan har kraftiga vita stenmurar. Koret är tresidigt avslutat och av samma bredd som långhuset. Vapenhuset ligger vid västgaveln och sakristian på korets norra sida. Byggnaden har utökats och restaurerats flera gånger. Under 1600-talet tillkom flera fönster och 1734 byggdes kyrkan om grundligt, då även medeltidskoret revs. År 1740 fick innertaket målningar av Lars Holm, som numera är försvunna. År 1936 restaurerades kyrkan på nytt, då även några medeltida muralmålningar kom i dagen. På kyrkogårdens sydsida står en klockstapel.

## Kyrkogården
Björlanda kyrkogård utvidgades bland annat åren 1913-1914. Den är omgiven av en gråstensmur med tre stigluckor, vilka uppfördes 1738 av murarmästaren Anders Pihl. I muren finns järnringar, vilka användes för hästar. En ny kyrkogård anlades 1990 norr om den gamla.

## Inventarier
- Den medeltida dopfunten är gjord av täljsten och består av tre delar: en cylindrisk cuppa med skrånande nederdel, dekorerad med en spiralvriden akantus som har ett krönt, skäggigt huvud ur vars mun rankorna utgår (en variant av det s.k. bladmansmotivet). Ett enkelt odekorerat cylindriskt skaft. En skivformad fot med en konkav kant med enkla lövornament upptill. Tillverkad av mäster Thorkillus. Funten är relativt välbevarad.[3]
- Altaret är möjligen från 1600-talet.
- Huvuddelen av ett äldre altarskåp från 1500-talet bevaras i Göteborgs stadsmuseum, några delar finns dock kvar i kyrkan.
- Predikstolen är ett barockverk.
- Ett rökelsekar från 1200-talet.
- Kalkmålningarna på den norra vägg föreställer ryttare i cirkelmedaljonger. De är troligen från 1300-talet och togs fram vid restaureringen 1936.
- Den inre, norra väggen har fragment av freskomålningar, cirkelrunda fält med ryttarfigurer, vilka sannolikt härrör från 1300-talet.
- Ett votivskepp från 1800-talet.
- Under 1954 utförde Kristian Lundstedt en takmålning, som går från ljus över läktaren till mörker över långhuset och åter ljus över koret. Mörkret illustreras med realistiska motiv från andra världskriget.

### Orgel
Orgeln från 1977 är tillverkad av Lindegren Orgelbyggeri AB. Den har nitton stämmor, två manualer och pedal.

## Bilder

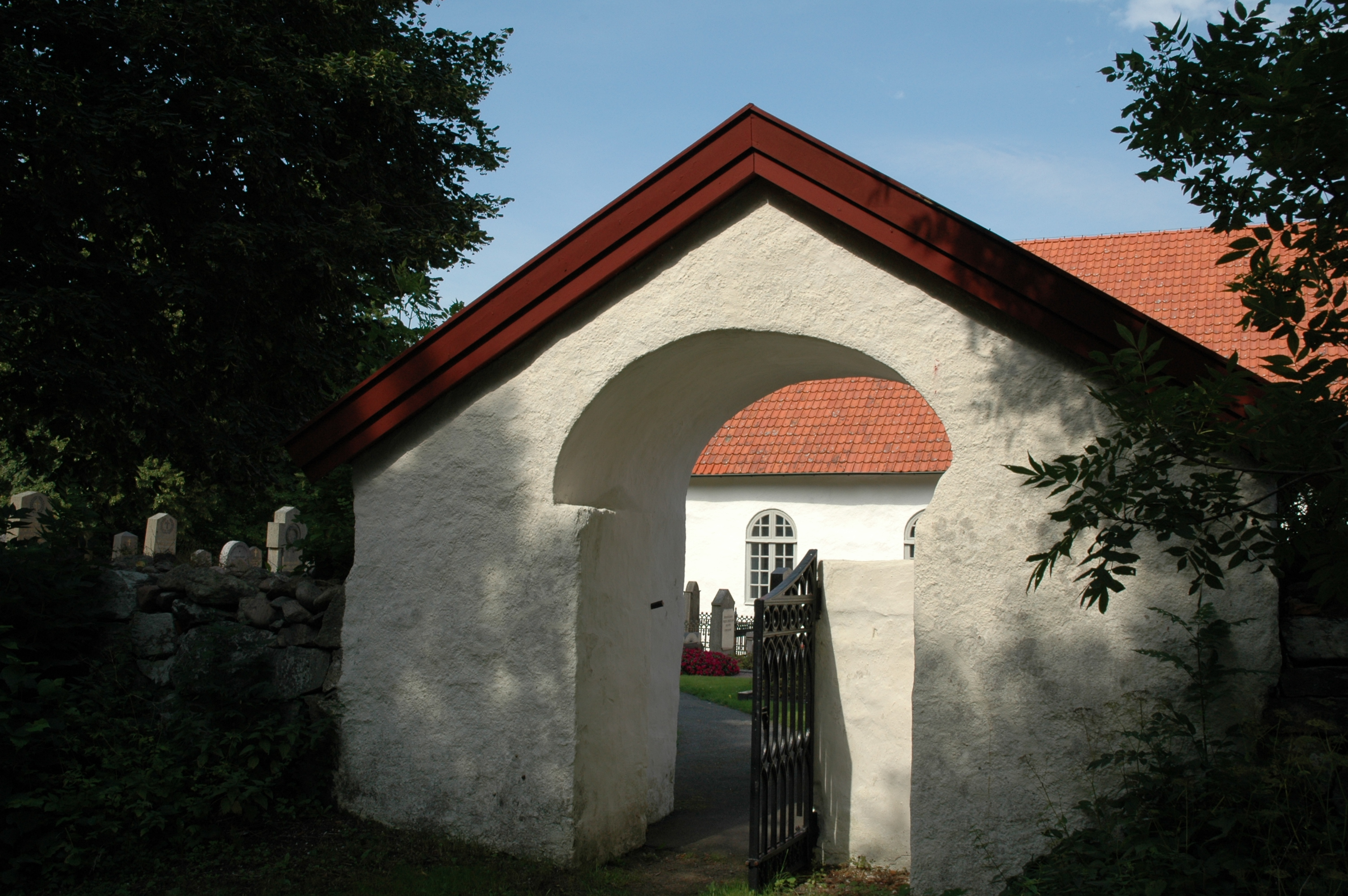
Kyrkogårdsportalen.
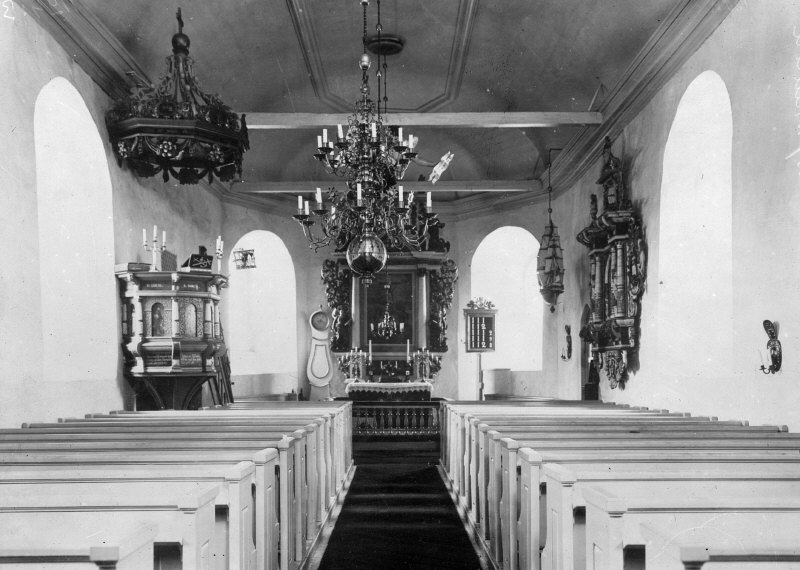
Kyrkans interiör mot koret.
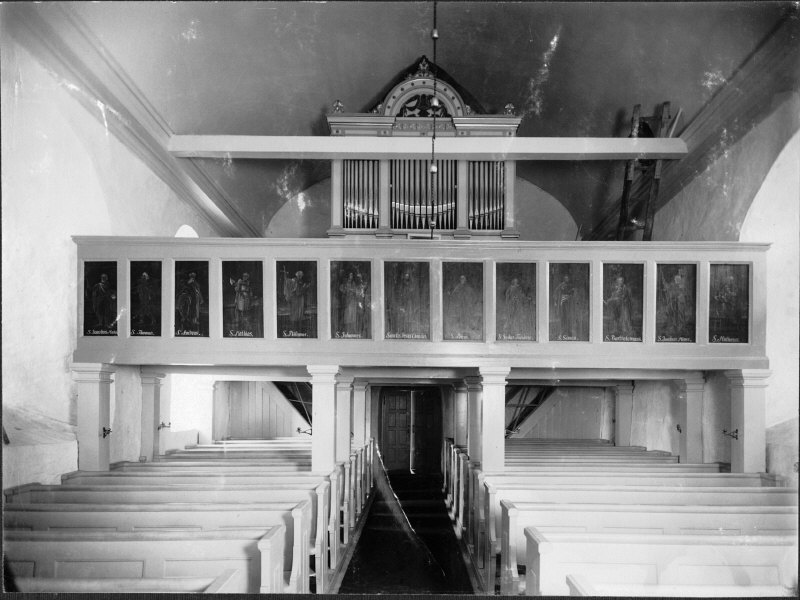
Interiören mot orgelläktaren.
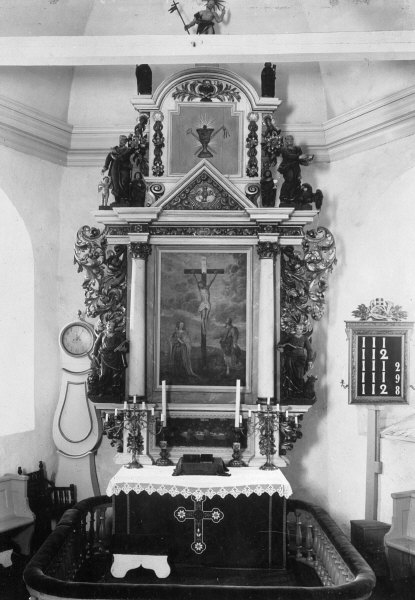
Altaret och altartavlan.
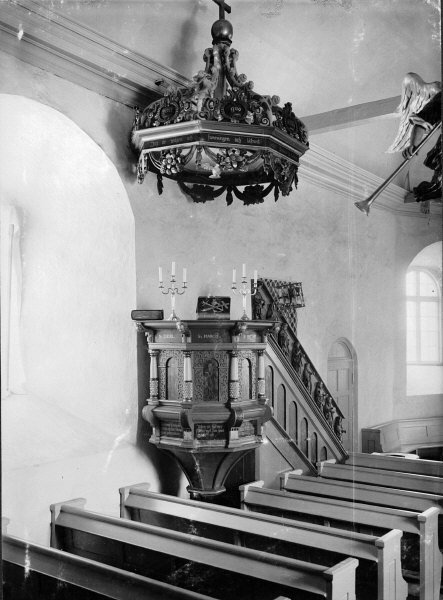
Predikstolen.
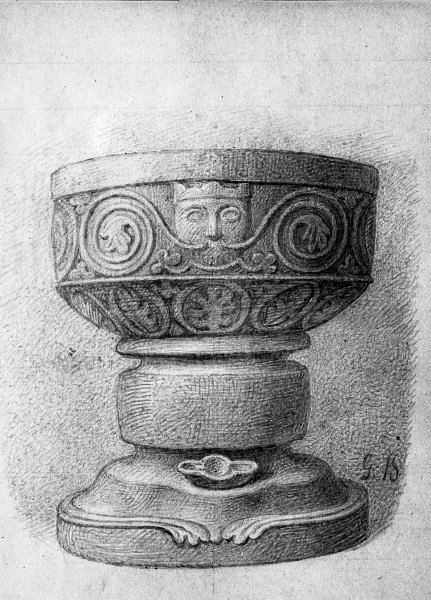
Dopfunten.